# National- och universitetsbiblioteket i Zagreb
National- och universitetsbiblioteket i Zagreb (kroatiska: Nacionalna i sveučilišna knjižnica u Zagrebu, förkortat NSK) är Kroatiens nationalbibliotek och universitetet i Zagrebs centrala bibliotek. Dagens biblioteksbyggnad, beläget i stadsdelen Trnje i Zagreb, invigdes 1995 men biblioteket bär sina anor från 1607.

## Historia
National- och universitetsbiblioteket i Zagreb bär sina anor från det gymnasium, senare kollegium, som grundades av jesuiterna 1607 i Gradec. 1611 upprättade jesuiterna ett bibliotek och från 1645 var biblioteket inhyst i ett för ändamålet inredd sal. Genom ett dekret 1669 av kejsaren Leopold I tilldelades jesuitkollegiet status som akademi (Academia Zagrabiensis). Biblioteket och dess innehav flyttades därefter till en byggnad tillhörande det då övergivna dominikanerklostret i Övre staden. Sedan jesuitorden avvecklats fortsatte kollegiet med sin provisoriska verksamhet fram till 1776 då biblioteket blev en del av Zagrebs kungliga vetenskapsakademi (Regia Academia Zagrabiensis).
1816, i samband med införandet av nya förordningar rörande pliktexemplar, kom bibliotekets nationella betydelse att öka. 1837 kom de nya förordningarna att omfatta hela Kroatien och Slavonien. Samma år ändrade Antun Kukuljević, politiker och grundare av det kroatiska utbildningssystemet, namnet på biblioteket till det latinska namnet Nationalis Academica Bibliotheca (Nationalakademiska biblioteket). 
Med omkring 100 000 volymer flyttades det dåvarande biblioteket 1913 till en ny byggnad (idag Kroatiska statsarkivet) uppförd enkom för bibliotekets behov vid Marulićs torg i Zagreb. 1995 flyttades biblioteket till nuvarande byggnad. 

## Samlingar
I national- och universitetsbiblioteket finns omkring tre miljoner objekt. Här finns bland annat 1 030 utländska seriella publikationer och 4 865 utländska böcker.

## Byggnaden
Grunden till den nuvarande biblioteksbyggnaden i stadsdelen Trnje lades 1988 och den nya byggnaden invigdes den 28 maj 1995.
Bibliotekets golvarea uppgår till 36 478 m2 och här finns 1 100 sittplatser och ytterligare 64 sittplatser fördelade på flera läsrum, 8 audiobås, 10 vanliga och 7 individuella studierum, 2 rum ämnade för grupparbeten, konferenssal med 100 sittplatser och en läsesal med 150 sittplatser.